# スターン (地名)

国名に「スタン」が付く国（濃緑）、国内の地方名に「スタン」が付く国（薄緑）

スターン (stān、стан、ـستان) は、ペルシアの文化的な影響の強い中央アジアから中東にかけて国や地方の名称を形成する語尾（地名接尾辞）として用いられるペルシア語由来の言葉。一般的に、その地方の多数派を占める民族の名称の語尾に接続して、地名を形成する。語源は、インド・ヨーロッパ祖語の *steh₂- （古い時代の再建案では *stā-）に由来する。
現代ペルシア語では、「～が多い場所」を意味する接辞として用いられるエスターン (estān、ـستان) であり、他の言語でも-istan、-estanの形で用いられることが多いが、-i-、-e-が付かず単に-stanの形で用いられているものもある。また、現在の各地域の言葉では、ペルシア語由来の長母音アーを長母音のまま発音する場合と短母音化して発音する場合があり、同様に日本語のカタカナ表記では「スタン」と「スターン」の両者が用いられる。概して、現地の支配的な言語で長母音が維持されている地名の場合、研究者には圧倒的にスターン表記が好まれるが、一般にはスタン表記も広範に用いられる傾向がみられる。

## 国名

### 日本語名及び英語名
- アフガニスタン（アフガーニスターン）：افغانستان/Afghanistan
- パキスタン（パーキスターン）：پاکستان/Pakistan（پاک＝パークはペルシア語で「清浄」を意味する）

以下の各国はソビエト連邦構成国時代、「ウズベク」「カザフ」「タジク」「トルクメン」「キルギス」と呼ばれていた。
- ウズベキスタン：Узбекистан/Uzbekistan（ロシア語、英語名。ウズベク語自称はO'zbekiston / Ўзбекистон。なお、ペルシア語名はازبکستان/Ozbakestān）
- カザフスタン：Казахстан/Kazakhstan（ロシア語、英語名。カザフ語自称はҚазақстан / Qazaqstan。なお、ペルシア語名はقزاقستان/Qazzāqestān）
- タジキスタン：Таджикистан/Tajikistan（ロシア語、英語名。タジク語自称はТоҷикистон/Tojikiston。ペルシア語名はتاجیکستان/Tājikestān）
- トルクメニスタン：Туркменистан/Turkmenistan（ロシア語、英語名。トルクメン語自称はTürkmenistan。なお、ペルシア語名はترکمنستان/Torkamanestān）
- キルギスタン（クルグズスタン）：Кыргызста́н/Kyrgyzstan（キルギスの旧正式国名。現在も公式に認められている自称。キルギス語自称はКыргызстан。なお、ペルシア語名はقرقیزستان/Qerqizestān）

### 中央アジア〜中東圏における呼称
- عربستان/Arabestan：アラベスターン（アラビアのペルシア語名）
- ارمنستان/Armenestan：アルメネスターン（アルメニアのペルシア語名。現代トルコ語ではErmenistan、アゼルバイジャン語ではErmənistan）
- بلغارستان/Bulgaristan：ブルガリスターン（ブルガリアのペルシア語名）
- Չինաստան/Chinastan：チナスタン（中国のアルメニア語名）
- Հայաստան/Hayastan：ハヤスタン（アルメニアのアルメニア語による自称国名。アルメニア人の自称民族名ハイに由来）
- هندوستان/Hindustan：ヒンドゥスタン、ヒンドスタン、ヒンディスターン（本来インド亜大陸のインダス川流域をペルシア語文化圏からみた際の呼称。今日ではインド全体を指して多くの言語で用いられる。例：トルコ語・アゼルバイジャン語ではHindistan、アルメニア語ではՀնդկաստան/Hndkastan）
- Hırvatistan：フルヴァティスタン（クロアチアのトルコ語名）
- Հունաստան/Hunastan：フナスタン（ギリシアのアルメニア語名）
- گرجستان/Gorjestan：グルジスターン（ジョージアのペルシア語名。現代トルコ語ではGürcistan、アゼルバイジャン語ではGürcüstan）
- Լեհաստան/Lehastan：レハスタン（ポーランドのアルメニア語名）
- Lehistan / Лехистан：レヒスタン（ポーランドのオスマン語名。クリミア・タタール語では今日も使われている）
- مجارستان/Macaristan：マジャリスターン（ハンガリーのペルシア語、トルコ語名。アゼルバイジャン語ではMacarıstan。ハンガリー人の自称民族名マジャルに由来）
- Moğolistan：モオリスタン（モンゴルのトルコ語名。アゼルバイジャン語ではMonqolustan）
- Պարսկաստան/Parsqastan：パルスカスタン（ペルシアのアルメニア語名）
- Ռուսաստան/Rusastan：ルサスタン（ロシアのアルメニア語名）
- صربستان/Sırbistan：スルビスタン（セルビアのトルコ語、ペルシア語名）
- Վրաստան/Vrastan：ヴラスタン（ジョージアのアルメニア語名）
- Yunanistan：ユナニスタン（ギリシアのトルコ語名。アゼルバイジャン語ではYunanıstan）

## 地方名
- بلوچستان/Balochistan：バローチスターン
  - استان سیستان و بلوچستان/Sistan and Baluchistan：スィースターン・バルーチェスターン州（イラン）
  - بلوچستان/Balochistan：バローチスターン州（パキスタン）
  - بلوچستان/Balochistan : バローチスターン (アフガニスタン) （アフガニスタン南部）
- پشتونستان/Pashtunistan : パシュトゥーニスタン（パシュトゥーン人の住む地域）
- بلتستان/Baltistan：バルティスタン（パキスタン領カシミールの地域）
- Башҡортостан/Bashkortostan：バシコルトスタン共和国（ロシア連邦）
- Çeçenistan/Chechenestan：チェチェニスタン（チェチェン共和国のトルコ語、アゼルバイジャン語名）
- Çuvaşistan/Chuvashstan：チュヴァシスタン（チュヴァシ共和国のトルコ語名。アゼルバイジャン語ではÇuvaşıstan）
- Дагестан/Dagestan：ダゲスタン（ダグはテュルク語で「山」。「山国」の意）
- انگلستان/Engelestan：エンゲレスターン（イングランドのペルシア語名）
- فرنگستان/Frengistan：フレンギスターン（フランスのペルシア語名だが、中央アジアでは欧州一般の意味でも用いられる）
- گلستان/Golestan：ゴレスターン（ゴルはペルシア語でバラ。「バラ園」の意）
- کافرستان/Kafiristan：カーフィリスターン（ヌーリスターンの旧称。カーフィルはアラビア語で「背教者（不信仰）」の意。非イスラム教徒が居住していたためこの称が起こった）
- Qaraqalpaqstan/Қарақалпақстан/Karakalpakstan：カラカルパクスタン（ウズベキスタン共和国内の自治共和国）
- خالصتان/Khalistan：ハーリスタン（独立派パンジャーブ人がパンジャーブ州をいう名前）
- خوزستان/Khuzestan ：フーゼスターン州
- Kurdistan/كوردستان：クルディスタン（クルド人の住む地域）
- Lazistan：ラジスタン（グルジアのコルキスの旧地域名、現在はトルコ領内）
- لرستان/Lorestan：ロレスターン（ロル族の住む地域）、ロレスターン州（イラン）
- نورستان/Nuristan：ヌーリスターン（アフガニスタンのヌーリスターン州。ヌールはアラビア語で「光」を意味し、「カーフィル（不信仰、背教者）を捨てて（イスラム教の）光に浴した土地」という意味で名づけられた）
- پښتونستان/Pashtunistan：パシュトゥーニスターン（パシュトゥーン人の住む地域）
- राजस्थान/Rajasthan：ラージャスターン州（インド, ラージプート族の土地が原義。厳密にはペルシア語ではなくサンスクリットのスターナ(梵: स्थान-/sthāna-)に由来する）
- Registan/Регистон：レギスタン（サマルカンド旧市街の中心部の地名）
- سیستان/Sistan：スィースターン
- تاكستان/Takestan：ターケスターン（イランのガズヴィーン州内の地域名）
- Татарстан/Tatarstan：タタールスタン共和国
- ترکستان/Turkestan：トルキスタン（広義のトルコ人が広く住む中央アジア一帯のこと）
- ئۇيغۇرىستان/Uyghuristan/Уйғурстан：ウイグリスタン（東トルキスタン、現在の中国新疆ウイグル自治区のこと）
- Walistan：ワリスタン（インド）
- وزیرستان/Waziristan：ワジリスタン（パキスタン）
- Yakutistan：ヤクーティスターン（サハ共和国のトルコ語名。サハ人の他称ヤクートから）

## 比喩の地域呼称
- バントゥースタン：アパルトヘイト時代の南アフリカのホームランドのこと。
- アブスルディスタン（Absurdistan）:旧東側諸国への揶揄もしくは自虐表現。「不条理が多い場所」。
- ワラビスタン：日本の埼玉県蕨市のこと。在日クルド人が多いことから[3]。
- ヤシオスタン：日本の埼玉県八潮市のこと。在日パキスタン人が多いことから[4]。
- イミズスタン：日本の富山県射水市のこと。在日パキスタン人が多いことから[5]。
- 国瑜スタン（コクユスタン、英語: Kuoyustan）：台湾の高雄市のこと。韓国瑜（ハン クオユィ）が高雄市長を務めていた頃の「高雄国（実際は高雄市）」を揶揄するために、台湾のネチズンによって使われていた。
- プカニスタン（朝鮮語: 부카니스탄）：北朝鮮の蔑称[6]。